# Murcia (Gerichtsbezirk)
Der Gerichtsbezirk Murcia ist einer der elf Gerichtsbezirke in der autonomen Gemeinschaft Murcia.
Der Bezirk umfasst 4 Gemeinden auf einer Fläche von 956,50 km² mit dem Hauptquartier in Murcia.

## Gemeinden
| Gemeinde              | Einwohner (2024) | Fläche km² | Dichte Einw./km² | Cod INE | Postleitzahl |
| --------------------- | ---------------- | ---------- | ---------------- | ------- | ------------ |
| Alcantarilla          | 43.547           | 16,24      | 2.681            | 30005   | 30820        |
| Beniel                | 11.535           | 10,06      | 1.147            | 30010   | 30130        |
| Murcia                | 474.617          | 886,00     | 536              | 30030   | 30001–30012  |
| Santomera             | 16.320           | 44,20      | 369              | 30901   | 30140        |
| Gerichtsbezirk Murcia | 546.019          | 956,50     | 571              | –       | –            |